# ルンダ・ノルテ州
ルンダ・ノルテ州（ルンダ・ノルテしゅう、Lunda Norte）は、アンゴラの州。アンゴラ東部に位置し、北及び東をコンゴ民主共和国と接する。面積99,000平方キロメートル、人口862,566人。州の名前はポルトガル語で北ルンダを意味する。アンゴラ独立時にはこの州の州都はルカパであったが、のちにドゥンドに遷された（ただし2014年国勢調査ではルカパのままとなっている）。この州にはダイヤモンドが豊富であるが、開発は遅れている。
この州にはチョクウェ人やルンダ人、そのほか多くの民族が居住する。

## ムニシピオ
10のムニシピオに区分される。
- Capenda-Camulemba
- Cambulo
- Caungula
- Chitato - 州都ドゥンドが所在
- クアンゴ
- Cuilo
- Lóvua
- Lubalo
- ルカパ（英語版）
- Xá-Muteba